# Hessen tanzt
Hessen tanzt ist das weltgrößte Amateurtanzsportturnier, das jährlich im Mai in Frankfurt am Main stattfindet. Die Veranstaltung wurde 1974 erstmals als Tanzwochenende für Breitensport ausgerichtet. Veranstalter ist der Hessische Tanzsportverband (HTV) im Deutschen Tanzsportverband, Veranstaltungsorte die Eissporthalle Frankfurt und die Fabriksporthalle.

## Teilnehmer und Ausrichter
„Hessen tanzt“ war zunächst ein nationales Tanzsportturnier, wurde aber 1998 auch für internationale Teilnehmer geöffnet. Mehr als 7000 Tänzer und Tänzerinnen aus allen deutschen Bundesländern sowie vermehrt auch aus dem Ausland nehmen an den Turnieren teil. Rund 180 Wertungsrichter und weitere 200 Mitarbeiter in den Turnierleitungen helfen mit, „Hessen tanzt“ organisatorisch abzuwickeln.
Ausrichter ist seit über 30 Jahren der Hessische Tanzsportverband (HTV) mit seinen rund 110 Vereinen (Stand: 2024).

## Turniere
Die Turniere werden simultan durchgeführt: In der mit Parkett ausgelegten Eissporthalle finden auf bis zu acht Tanzflächen  und in der Fabriksporthalle auf vier Tanzflächen die Turniere zugleich statt.
Turniere werden sowohl in den Standard- wie auch in den Lateinamerikanischen Tänzen in fast allen Altersklassen angeboten. Im Jahr 2011 wurden insgesamt 68 Turniere von der Einsteiger-Kinderklasse „Kinder I/II D“ bis hin zu acht Ranglistenturnieren durchgeführt.
Ranglistenturniere bei „Hessen Tanzt“ sind:
- Hauptgruppe S-Latein
- Junioren II Latein
- Senioren II Standard
- Jugend A-Standard
- Jugend A-Latein
- Hauptgruppe S-Standard
- Senioren I S Standard
- Junioren II Standard

### Sieger der vergangenen Jahre
| Klasse/Jahr             | 2012                                                                | 2011                                                                     | 2010                                                                          | 2009                                                                  | 2008                                                                         | 2007                                                            |
| ----------------------- | ------------------------------------------------------------------- | ------------------------------------------------------------------------ | ----------------------------------------------------------------------------- | --------------------------------------------------------------------- | ---------------------------------------------------------------------------- | --------------------------------------------------------------- |
| Hauptgruppe S-Latein:   | Sergey und Viktoria Tatarenko, Ahorn Club, TSA im Polizei-SV Berlin | Sergey und Viktoria Tatarenko, Ahorn Club, TSA im Polizei SV Berlin      | Nikita Bazev/Marta Arndt, Schwarz-Weiß-Club Pforzheim                         | Timo Kulczak/Motsi Mabuse, Schwarz-Weiß-Club Pforzheim                | Timo Kulczak/Motsi Mabuse, Schwarz-Weiß-Club Pforzheim                       | Anton Ganopolskyy/Natalia Magdalinova, TanzZentrum Ludwigshafen |
| Hauptgruppe S-Standard: | Benedetto Ferruggia/Claudia Köhler, TSC Astoria Stuttgart           | Benedetto Ferruggia/Claudia Köhler, TSC Astoria Stuttgart                | Benedetto Ferruggia/Claudia Köhler, TSC Astoria Stuttgart                     | Oliver und Jasmin Rehder, TTC Rot-Gold Köln                           | Oliver und Jasmin Rehder, TTC Rot-Gold Köln                                  | Oliver und Jasmin Rehder, TTC Rot-Gold Köln                     |
| Senioren I S Standard:  | Jörg und Ute Hillenbrand, TC Blau-Orange Wiesbaden                  | Jörg und Ute Hillenbrand, TC Blau-Orange Wiesbaden                       | Jörg und Ute Hillenbrand, TC Blau-Orange Wiesbaden                            | Jörg und Ute Hillenbrand, TC Blau-Orange Wiesbaden                    | Michael und Mihaela Ruhl, Schwarz-Silber Frankfurt                           | Michael und Mihaela Ruhl, Schwarz-Silber Frankfurt              |
| Senioren II Standard:   | Heinz-Josef und Aurelia Bickers, TanzSportClub Rödermark            | Heinz-Josef und Aurelia Bickers, TanzSportClub Rödermark                 | Bernd Farwick/Petra Voosholz, TSC Ems-Casino Blau-Gold Greven                 | -                                                                     | -                                                                            | -                                                               |
| Junioren II B Latein:   | Nikita Schneider/Jacqueline Joos, Schwarz-Weiß-Club Pforzheim       | Silas Kunkel/Merlene Gerstmann, Tanzsportclub Schwarz-Gold Aschaffenburg | Ilija Schäfer/Christina Zelt, Viktoria Golden Dance Berlin                    | Harry Bober/Romy Kuhlmann, OTK Schwarz-Weiß 1922 im Sport Club Berlin | David Werner/Junona Fisman, OTK Schwarz-Weiß 1922 im Sport Club Siemensstadt | Rami Schehimi/Lilli Hils, Tanzclub Saxonia Dresden              |
| Junioren II B Standard: | David Costea/Katarina Zajarnyj, TSC Schwarz-Gold Aschaffenburg      | Igor Bodyagin/Anastasiya Bodyagina, TSC Rot-Gold-Casino Nürnberg         | Roman Schumichin/Maria Maksina, Art of Dance Köln                             | Vadim Lehmann/Marija Vakhnina, TC Seidenstadt Krefeld                 | Daniel-Artur Kolosin/Alexandra Elert, Rot-Weiss-Klub Kassel                  | Maxim Sosunov/Yevgenija Kazarina, Art of Dance Köln             |
| Jugend A-Latein         | Maxim Stepanov/Viktoria Konstantinova, Schwarz-Weiß-Club Pforzheim  | Gregor Bronstein/Aigulim Gerich, Shall we dance Berlin                   | Guido Gencarelli/Angelika Mkrtchjan, Tanzsportclub Schwarz-Gold Aschaffenburg | Ilie Bardahan/Jekaterina Kalugina, Shall We Dance Berlin              | Pavel Zvychayny/Jacqueline-Sybel Cavusoglu, TSC Höfingen                     | Pavel Zvychayny/Jacqueline-Sybel Cavusoglu, TSC Höfingen        |
| Jugend A-Standard:      | Alexandru Ionel/Cordula-Patricia Beckhoff, Rot-Weiss-Klub Kassel    | Daniel Buschmann/Katarina Bauer, Tanzsportclub Dortmund                  | Alex Gerlein/Karolina Bauer, TSC Blau-Weiß d. TV 1875 Paderborn               | Alexander Stendel/Jasmin Ringwelski, Braunschweiger TSC               | Philipp Clemens/Weronika Slotala, Boston-Club Düsseldorf                     | Artjom Potapow/Darja Holavko, TC Odeon Hannover                 |

Zur Vereinfachung sind im Folgenden nur die Siegerpaare der Hauptklassen Latein und Standard und der Senioren-I-Klasse Standard aufgeführt.
| Jahr | Hauptklasse S-Latein                                                      | Hauptklasse S-Standard                                      | Senioren-I-S-Standard                                     |
| ---- | ------------------------------------------------------------------------- | ----------------------------------------------------------- | --------------------------------------------------------- |
| 2006 | Sergey Tatarenko/Viktoria Lischynska, Ahorn-Club TSA im Polizei SV Berlin | Oliver und Jasmin Rehder, TTC Rot-Gold Köln                 | Martin Schüller/Mechtildis Jungels, TTC Rot-Gold Köln     |
| 2005 | Eugen Vosnük/Katharina Simon, TC Seidenstadt Krefeld                      | Andrej Mosejcuk/Susanne Miscenko, TSA der Sportunion Annen  | Volker Schmidt/Ellen Jonas, Schwarz-Rot-Club Wetzlar      |
| 2004 | Franco Formica/Oksana Nikiforowa, TC Nova Gießen                          | Stanislaw Massold/Christine Deck, Imperial Club Hamburg     | Volker Schmidt/Ellen Jonas, Schwarz-Rot-Club Wetzlar      |
| 2003 | Franco Formica/Oksana Nikiforova, TC Nova Gießen                          | Urs Geisenhainer/Annette Sudol, Schwarz-Weiß Club Pforzheim | Volker Schmidt/Ellen Jonas, Schwarz-Rot-Club Wetzlar      |
| 2002 | Franco Formica/Oksana Nikiforova, TC Nova Gießen                          | Sascha und Natascha Karabey, TC „Der Frankfurter Kreis“     | Michael und Beate Lindner, TSZ Blau-Gold Casino Darmstadt |
| 2001 | Mario Radinger/Lilia Albrecht, TSZ Blau-Gold Casino Darmstadt             | Sascha und Natascha Karabey, TC „Der Frankfurter Kreis“     | Michael und Beate Lindner, TSZ Blau-Gold Casino Darmstadt |
| 2000 | Roberto Albanese/Uta Deharde, Grün-Gold-Club Bremen                       | Sascha und Natascha Karabey, TC „Der Frankfurter Kreis“     | Hans-Jürgen und Ulrike Burger, TC Blau-Orange Wiesbaden   |
| 1999 | Michael Wentink/Beata Onefater, Südafrika                                 | Stefan Ossenkop/Pia David, Schwarz-Rot-Club Wetzlar         | Hans-Jürgen und Ulrike Burger, TC Blau-Orange Wiesbaden   |
| 1998 | Michael Wentink/Beata Onefater, Südafrika                                 | Stefan Ossenkop/Pia David, 1. SC Norderstedt                | Hans-Jürgen und Ulrike Burger, TC Blau-Orange Wiesbaden   |

## Belege
1. ↑  https://hessen-tanzt.de/
2. ↑  https://hessen-tanzt.de/